# زیردریایی کلاس نهنگ
زیردریایی کلاس نهنگ (به انگلیسی: Nahang-class submarine) یک کلاس از زیردریایی‌های کوچک است. تنها یک فروند از این زیردریایی ساخته شد .